# Dulowce
Dulowce (biał. Дуляўцы; ros. Дулевцы) – wieś na Białorusi, w obwodzie grodzieńskim, w rejonie wołkowyskim, w sielsowiecie Roś.
Znajduje się tu rzymskokatolicka kaplica, należąca do parafii w Repli.

## Historia
W dwudziestoleciu międzywojennym leżały w Polsce, w województwie białostockim, w powiecie wołkowyskim, w gminie Tereszki.
Urodził tu się białoruski działacz polityczny i poseł na Sejm RP Fabian Jeremicz.